# Facit
Facit ist ein Briefmarkenkatalog aus Schweden.
Dieser nur in schwedischer und englischer Sprache regelmäßig erscheinende Katalog für die Länder Schweden, Dänisch-Westindien, Island, Färöer, Finnland, Norwegen, Åland und Grönland ist ein wichtiges Nachschlagewerk für die Skandinavien-Philatelie.
Ähnlich wie beim Michelkatalog in Deutschland ist dort für jede Briefmarke in verschiedenen Zuständen eine Preisangabe in schwedische Kronen ersichtlich.
Der Facit 2003 special (colour) hat 829 Seiten und kostete ca. 420 Schwed. Kronen (entspricht ca. 45 Euro).
Der Name Facit ist ein Warenzeichen der Facit Verlags AB in Västerås, Schweden.